# Ільменіт
Ільмені́т, або тита́нистий залізня́к[джерело?] — мінерал класу оксидів і гідроксидів, виду оксидів, з групи корунду-ільменіту.

## Етимологія та історія
Отримав назву від Ільменських гір на Уралі. Цінна руда для отримання титану.
Мінерал вперше був виявлений в долині Менаккан в Корнуоллі (Англія) і описаний Вільямом Грегором в 1791 році. Спочатку його називали менаканітом (також менаханітом або менаканом) за місцем його відкриття.
Мінерал отримав назву ільменіт, яка діє й сьогодні, лише в 1827 році Адольфом Теодором Купфером (1799–1865), який, проаналізувавши мінерал з гори Ільмень у Ільменських горах на півдні Уралу, визначив, що це не титаніт, як передбачалося раніше, а скоріше нова сполука титаніту.

## Загальний опис
Оксид титану з істотним вмістом заліза, магнію та марганцю шаруватої будови.
Чистий ільменіт має склад FeTiO3. Однак ільменіт найчастіше містить значні кількості магнію і марганцю і до 6 мас.% гематиту Fe2O3, що заміщає в кристалічній структурі FeTiO3. Таким чином, повна хімічна формула може бути виражена як (Fe, Mg, Mn, Ti)O3. Fe — 36,8 %, Ti — 31,6 %, O — 31,6. Fe2+ ізоморфно заміщується Mg2+ i Mn2+; відповідно ільменіт може містити до 17 % MgO (утворюючи безперервний ізоморфний ряд до гейкіліту), і до 14 % MnO (утворюючи безперервний ізоморфний ряд до пірофаніту). Відомі також домішки Al, Nb, V, Cr, Со, Ni.
Кристалічна структура ільменіту подібна до структури гематиту, який часто присутній в ільменіті у вигляді твердого розчину, або є продуктом його розпаду. При кристалізації збагачених Ti залишкових магматичних розплавів з надлишком FeO і Fe2O3 утворюються титаномагнетити.

## Різновиди
Розрізняють такі відміни ільменіту:
- ільменіт залізний (відміна ільменіту, в якому до 1/3 FeTiO3 заміщено на Fe2O3)
- ільменіт магніїстий (пікроільменіт, ґейкіліт) MgTiO3
- ільменіт марганцевистий (пірофаніт) MnTiO3
- ільменіто-магнетит, або титаномагнетит (магнетит з домішкою ільменіту, як продукту розпаду твердого розчину);
- ільменіт урановий (відміна ільменіту, яка містить до 9,8 % UO3)
- ільменокорунд (гьогбоміт) Mg(Al, Fe, Ti)4O7
- лейкоксен

## Структура і габітус
Сингонія тригональна, вид симетрії ромбоедричний. Структурна комірка містить Fe2Ti2O6. Просторова група R3. Параметри структурної комірки: a = 5.093, c = 14.06, Z = 6; V = 315.84.

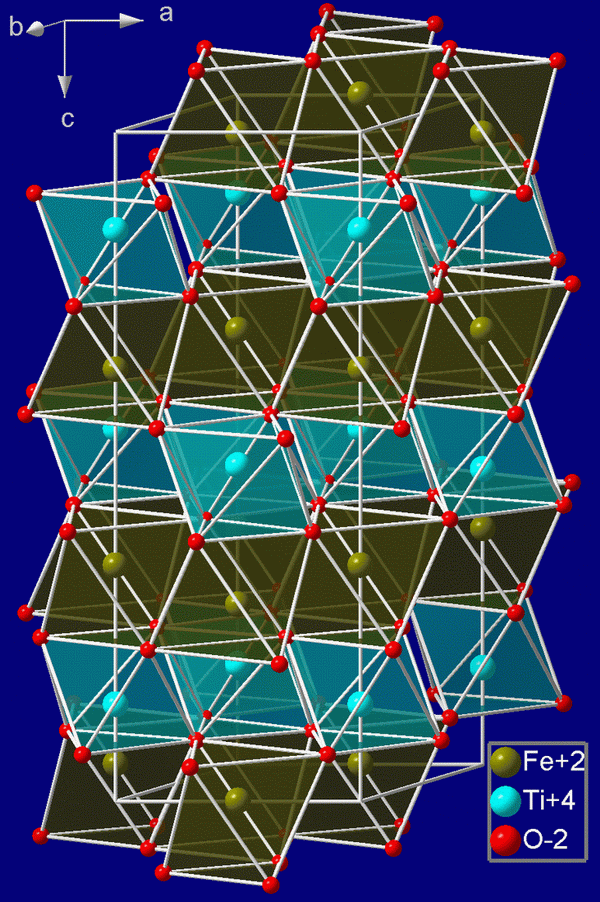
Модель кристалічної структури ільменіту
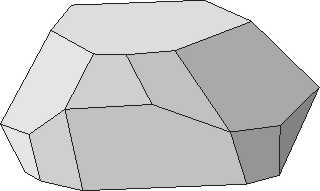
Габітус кристалів ільменіту

Звичайно ільменіт представлений вкрапленими зернами неправильної форми або суцільними зернистими масами, рідко сплощеними таблитчастими кристалами з гранями (0001), (1011), (1120), (1010), (0221) та ін., схожими на кристали гематиту; зустрічаються двійники по (1011).

## Генезис і родовища
Утворюється у вигляді дрібних кристаликів на початковій стадії магматичної кристалізації як акцесорний мінерал. Відомий як мінерал пневматолітового, пегматитового і гідротермального походження. Ільменіт асоціює з магнетитом, сфеном і рутилом, який інколи утворює в ільменіті мірмекітові виділення.
На земній поверхні стійкий і утворює розсипні родовища. Ільменіт — основна титанова руда. Крупні родовища знаходяться на Південному Уралі в Росії, Норвегії, Швеції, Фінляндії, в рудах Бушвельдського комплексу в ПАР і рудного району Седбері в Канаді, крім того ільменітом збагачений місячний ґрунт.
У межах Українського щита розсипі родовища ільменіту і рутилу були відкриті на початку 1950-их років XX століття. Невдовзі почалася їх експлуатація на Іршанському родовищі і Самотканському. Розпочинається розробка Бирзулівського родовища ільменітів.

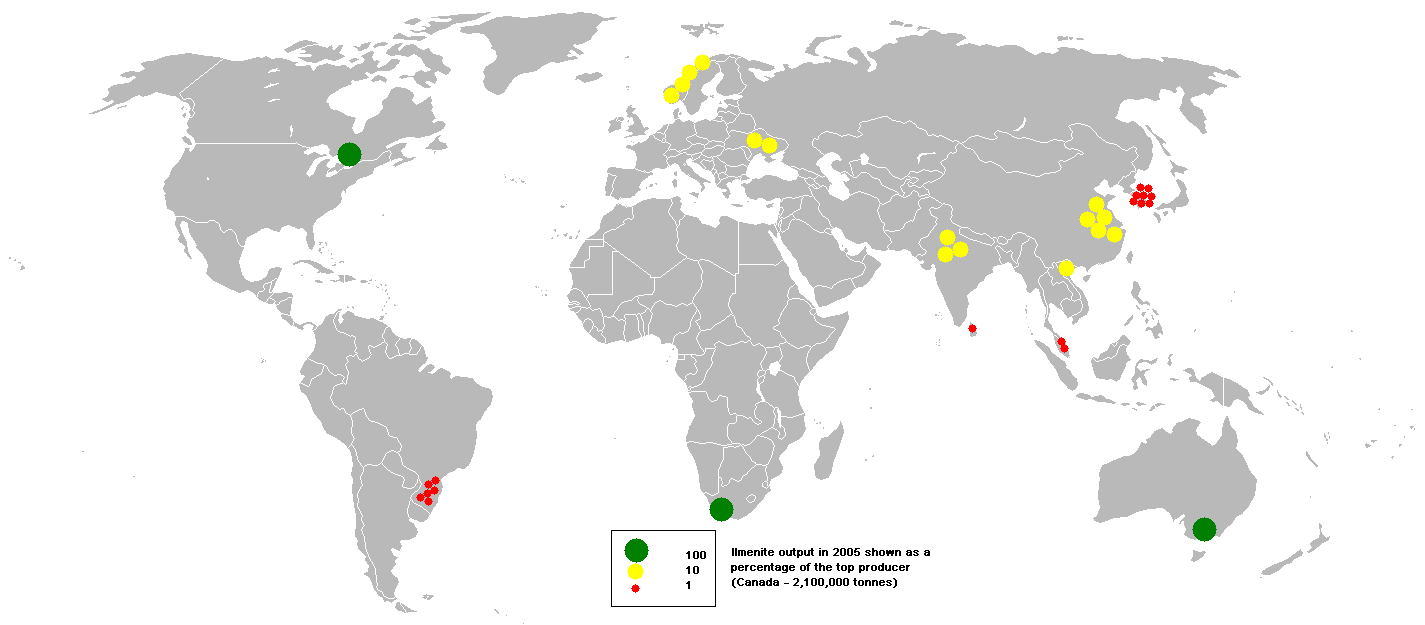
Мапа світового видобутку ільменіту, 2005 рік
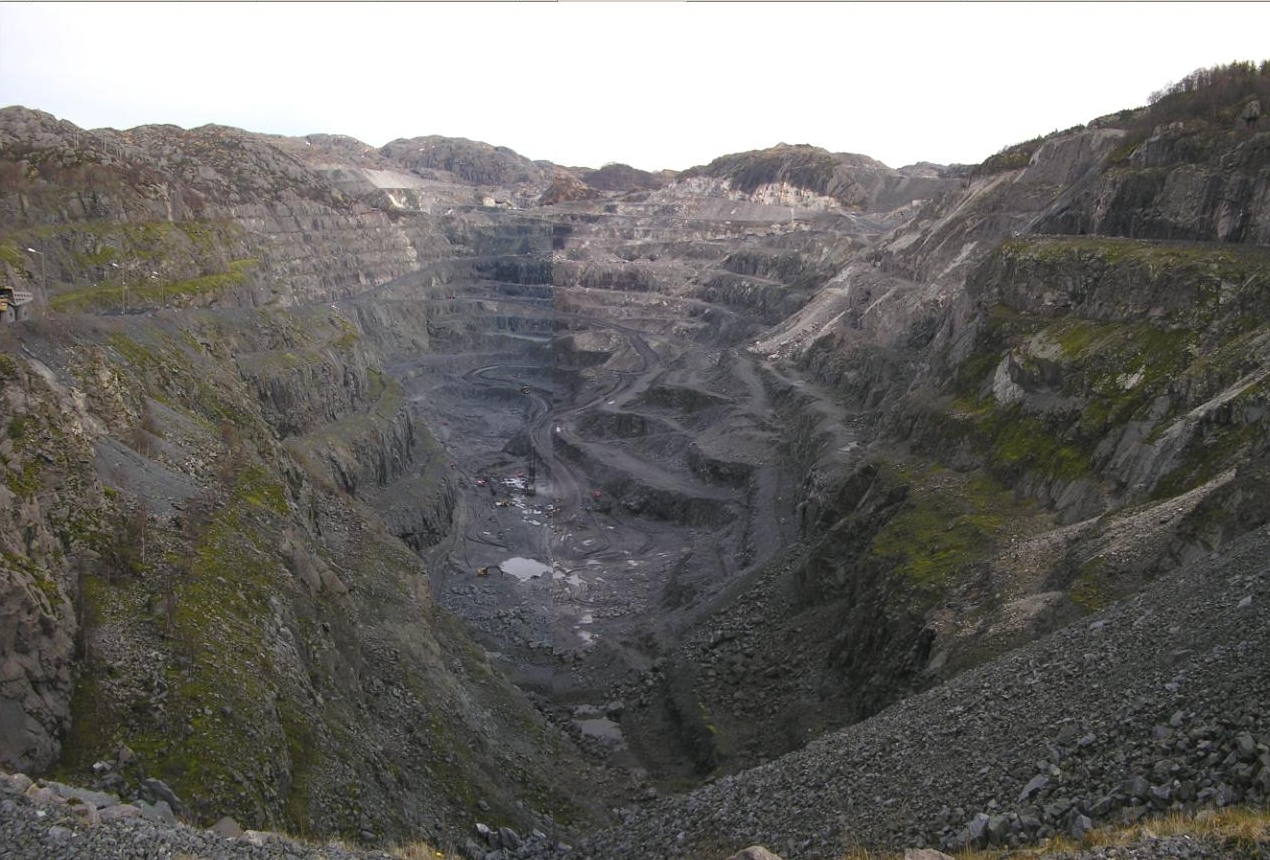
Найбільший у світі кар'єр з видобутку ільменіту на родовищі Теллнес, Норвегія

Головні методи збагачення — гравітаційні (на ґвинтових сепараторах, концентраційних столах, шлюзах, у важких суспензіях, струминних та конусних концентраторах) і магнітна сепарація з виділенням І. в колективний концентрат. Доводка концентратів ведеться магнітною і електростатичною сепарацією, гідравліч. або пневматич. концентрацією на столах. З тонкозернистих колективних концентратів і тонковкраплених титано-магнетитових руд І. добувається флотацією з жирнокислотними збирачами.
Сировинний потенціал України оцінюється в 900 млн т ільменіту і рутилу, що відповідає 30 % зафіксованих світових запасів.

## Використання
- хімічна промисловість — для виробництва титанових білил (TiO2), наповнювач для пластмас і емалей
- металургія — для отримання титану і титанових сплавів
- будівництво — як заповнювач для важких бетонів